# Al-Walaja
Al-Walaja (in arabo  الولجة‎?) è un villaggio a ovest di Betlemme. In vicinanza del villaggio è situato monastero di Cremisan (Salesiani) immerso in un bosco.

## Statistiche
- Data dell'occupazione israeliana del villaggio palestinese di al-Walaja è il 21 ottobre 1948.
- Distanza dal centro di Gerusalemme West = 8.5 (km)
- Arabi 17.507
- Ebrei 35

A causa del muro costruito dallo stato d'Israele, il distretto di Betlemme perderà un'altra buona parte della sua terra. Inoltre, al-Walaja ed altri villaggi  vicini a Betlemme saranno isolati.